# Odontopera aurata
Odontopera aurata là một loài bướm đêm trong họ Geometridae.